# Déclinaison magnétique terrestre

Déclinaison magnétique terrestre.

Évolution de la déclinaison entre 1590 et 1990. Cliquer pour voir l'animation

La déclinaison magnétique est, en un point donné sur la surface de la Terre, l'angle formé entre la direction du pôle Nord géographique et le Nord magnétique (il s'agit donc d'un angle sur le plan horizontal du point d'observation). Cet angle est compté positivement vers l'est et négativement vers l'ouest. La direction du Nord magnétique est celle de la composante horizontale de l'inclinaison magnétique (voir article détaillé).

## Description
L'axe de rotation de la Terre définit les pôles géographiques, l'axe du champ magnétique terrestre les pôles magnétiques. Ces deux axes ne coïncident pas et le pôle Nord magnétique est ainsi distinct du pôle Nord géographique. De plus le champ magnétique terrestre n'est pas parfaitement régulier ni homogène sur toute la planète, ce qui explique que la déclinaison magnétique varie d'un point à un autre sur la surface de la Terre.
Elle varie également dans le temps car l'axe du champ magnétique terrestre (vu localement comme un champ dipolaire) se modifie au cours du temps au gré des mouvements de convection de la matière qui, dans le noyau externe liquide de la Terre, génèrent ce champ.
Certaines cartes marines contiennent en surimpression des courbes d'égale déclinaison (lignes isogoniques). Ces lignes ne sont toutefois pas des petits cercles parallèles, marquant l'écart entre le champ géomagnétique et un champ magnétique dipolaire, comme on peut le constater dans l'animation ci-dessous. Elles sont valables à une date donnée, et sur l'échelle d'une à deux décennies, selon la précision souhaitée, une correction simple, proportionnelle à l'écart d'époque, peut être appliquée. Cette correction se retrouve aussi indiquée sur les cartes d'état-major en fonction de l'époque et du lieu, par l'IGN,.

Le calculateur de déclinaison du champ géomagnétique de la NOAA permet d'obtenir cette déclinaison en fonction du lieu et de la date. À titre d'exemples, au point de coordonnées géographiques 45° N, 5° E, proche de Romans-sur-Isère, la déclinaison magnétique au 1er janvier 2016 (selon le modèle "WMM" limité aux années 2014-2019, voir l'aide en ligne) est de (1,25 ± 0,34)° E, avec une dérive annuelle de +0,12° vers l'est. À la même date et la latitude, plus à l'ouest, à 45° N, 0° W (juste à l'est de Bordeaux), la déclinaison magnétique est de (0,11 ± 0,34)° W (avec une dérive annuelle sensiblement identique, +0,13° E). Le modèle "IGRF", valable pour la période 1590-2019, donne pour ce dernier cas, une déclinaison de 0.13° W et une dérive annuelle de +0,14° E. L'évolution de la déclinaison sur 400 ans en ce point 45° N, 0° E, telle que calculée avec ce modèle "IGRF" (ajusté sur des données historiques) montre l'irrégularité à l'échelle séculaire de la dérive du pôle nord magnétique (calcul au 1er janvier, la veille pour 2020. Les angles et dérives sont données en degrés vers l'est : les valeurs négatives signifient un angle ou une dérive vers l'ouest) :
| Année           | 1600   | 1650   | 1700   | 1750    | 1800    | 1850    | 1900    | 1950   | 2000   | 2015   | 2020   |
| --------------- | ------ | ------ | ------ | ------- | ------- | ------- | ------- | ------ | ------ | ------ | ------ |
| Déclinaison     | 9,25°  | 2,22°  | -6,72° | -16,39° | -21,80° | -20,63° | -15,21° | -8,15° | -2,24° | -0,27° | 0,41°  |
| Dérive annuelle | -0,14° | -0,15° | -0,21° | -0,15°  | -0,04°  | +0,09°  | +0,07°  | +0,12° | +0,13° | +0,14° | +0,13° |

C'est aussi ce que montre l'animation ci-contre sous forme cartographique.